# الون بين دور
الون بين دور (بالعبرية: אלון בן דור‏) هو لاعب كرة قدم إسرائيلي في مركز الدفاع، ولد في 18 مارس 1952 في Dorot ‏ في إسرائيل. لعب مع هبوعيل عسقلان ‏.

## وصلات خارجية
- الون بين دور على موقع قاعدة بيانات كرة القدم.إي يو (الإنجليزية)
- الون بين دور على موقع ناشيونال فوتبول تيمز (الإنجليزية)
- الون بين دور على موقع أوليمبيديا (الإنجليزية)